# Sigmoilinitinae
Sigmoilinitinae es una subfamilia de foraminíferos bentónicos de la familia Hauerinidae, de la superfamilia Milioloidea, del suborden Miliolina y del orden Miliolida. Su rango cronoestratigráfico abarca desde el Eoceno hasta la Actualidad.

## Clasificación
Sigmoilinitinae incluye a los siguientes géneros:
- Anchihauerina
- Longiapertina †
- Mesosigmoilina
- Nummoloculina
- Polysegmentina
- Pseudoschlumbergerina, también considerado en la familia Quinqueloculinidae
- Sigmella
- Sigmoihauerina
- Sigmoilina
- Sigmoilinella
- Sigmoilinita
- Sigmoinella
- Sigmopyrgo
- Spirosigmoilina †
- Subedentostomina
- Vertebrasigmoilina

Otro género considerado en Sigmoilinitinae es:
- Novosigmella, propuesto como nombre sustituto de Sigmella